# Menophra contemptaria
Menophra contemptaria är en fjärilsart som beskrevs av Walker 1860. Menophra contemptaria ingår i släktet Menophra och familjen mätare. Inga underarter finns listade i Catalogue of Life.